# العلاقات البرتغالية العمانية
العلاقات البرتغالية العمانية هي العلاقات الثنائية التي تجمع بين البرتغال وسلطنة عمان.

## مقارنة بين البلدين
هذه مقارنة عامة ومرجعية للدولتين:
| وجه المقارنة                                              | البرتغال                                                  | سلطنة عمان    |
| --------------------------------------------------------- | --------------------------------------------------------- | ------------- |
| المساحة (كم2)                                             | 92.21 ألف                                                 | 309.50 ألف    |
| عدد السكان (نسمة)                                         | 10.60 مليون                                               | 4.64 مليون    |
| الكثافة السكانية (ن./كم²)                                 | 114.95                                                    | 14.99         |
| العاصمة                                                   | لشبونة                                                    | مسقط          |
| اللغة الرسمية                                             | اللغة البرتغالية، اللغة الميراندية                        | اللغة العربية |
| العملة                                                    | يورو، اسكودو برتغالي                                      | ريال عماني    |
| الناتج المحلي الإجمالي (بليون دولار)                      | 217.57 مليار                                              | 72.64 مليار   |
| الناتج المحلي الإجمالي (تعادل القوة الشرائية) بليون دولار | 307.82 مليار                                              | 179.49 مليار  |
| الناتج المحلي الإجمالي الاسمي للفرد دولار أمريكي          | 19.22 ألف                                                 | 15.55 ألف     |
| الناتج المحلي الإجمالي للفرد دولار أمريكي                 | 28.76 ألف                                                 | 38.63 ألف     |
| مؤشر التنمية البشرية                                      | 0.830                                                     | 0.793         |
| رمز المكالمات الدولي                                      | +351                                                      | +968          |
| رمز الإنترنت                                              | .pt                                                       | عمان          |
| المنطقة الزمنية                                           | توقيت غرب أوروبا، توقيت غرب أوروبا الصيفي، أوروبا/لشبونة ‏ | ت ع م+04:00   |

## منظمات دولية مشتركة
يشترك البلدان في عضوية مجموعة من المنظمات الدولية، منها:
| علم المنظمة | اسم المنظمة                               | تاريخ انضمام البرتغال | تاريخ انضمام سلطنة عمان |
| ----------- | ----------------------------------------- | --------------------- | ----------------------- |
|             | مؤسسة التنمية الدولية                     | 29 ديسمبر 1992        | 1973                    |
|             | يونسكو                                    | 11 مارس 1965          | 10 فبراير 1972          |
|             | وكالة ضمان الاستثمار متعدد الأطراف        | 6 يونيو 1988          | 1989                    |
|             | الأمم المتحدة                             | 14 ديسمبر 1955        | 7 أكتوبر 1971           |
|             | الفريق المعني برصد الأرض                  | ?                     | ?                       |
|             | الاتحاد البريدي العالمي                   | ?                     | ?                       |
|             | البنك الدولي للإنشاء والتعمير             | 29 مارس 1961          | 1971                    |
|             | المنظمة الهيدروغرافية الدولية             | ?                     | ?                       |
|             | الاتحاد الدولي للاتصالات                  | 1866                  | 28 أبريل 1972           |
|             | منظمة حظر الأسلحة الكيميائية              | ?                     | ?                       |
|             | مؤسسة التمويل الدولية                     | 8 يوليو 1966          | 1973                    |
|             | المركز الدولي لتسوية المنازعات الاستشارية | 1 أغسطس 1984          | 1995                    |
|             | منظمة التجارة العالمية                    | ?                     | 2000                    |
|             | منظمة الشرطة الجنائية الدولية             | ?                     | ?                       |

## وصلات خارجية
- موقع وزارة الخارجية البرتغالية
- موقع وزارة الخارجية العمانية